# Pelkosenniemi
Pelkosenniemi là một đô thị Phần Lan.
Đô thị này nằm ở tỉnh Lapland. Dân số là 1.180 người (năm 2003) với diện tích là 1.880,38 km² trong đó 36,12 km² là diện tích mặt nước. Mật độ dân số là 0.6 người mỗi km².
Đây là đô thị chỉ sử dụng tiếng Phần Lan.